# Bu-Tata
Bu-Tata fue un reino bereber islámico situado en la zona sur de la actual Marruecos, cuya capital era Tagaos (Laqsabi Tagoust en Egleimín), que se creó con la desaparición de los Benimarines, y acabó bajo la órbita de España. Se dio ese nombre a la zona situada entre Wad Messa al norte y Wad Draa al sur. Los españoles encontraron al descendiente de un antiguo rey, y le convencieron para que cediera sus derechos a la corona de Castilla en 1499. 